# Cetatea fermecată
Cetatea fermecată este un film românesc fantastic neterminat din 1945 regizat de Marin Iorda și produs de Constantin Bondoc. Rolurile principale au fost interpretate de actorii Tony Zaharian, Samy Wassman, Mircea Lupu.

## Prezentare
Este bazat pe povestea "Ocheșel și Bălăior" de Marin Iorda, povestea a doi frați care pornesc în căutarea Cetății Fermecate.

## Distribuție
- Dody Caian
- Andrei Corbu
- Gheorghe Gama
- Mircea Lupu
- Mihai Popescu
- Ioan Possa
- Sammy Wassman
- Tony Zaharian

## Producție
Iorda a început realizarea filmului în vara anului 1945, în Grădina Botanică din București. Timp de o lună filmează scenele de exterior în: Parcul Libertății, Grădina Cișmigiu, Parcul Ioanid, Grădina Icoanei, Parcul Herăstrău, Pădurea Băneasa, Pădurea Andronache, satul Pantelimon și satul Afumați. În momentul fazei de sonorizare a filmului, proiectul este abandonat, din cauza unui conflict financiar intervenit între producătorul Constantin Bondoc și directorul de imagine Eftimie Vasilescu.
Arhiva Națională de Filme păstrează o copie de lucru de 1845 (9) acte, precum și o copie a scenariului regizoral.

## Vezi și
- Listă de filme fantastice românești
- 1945 în film
- Listă de filme fantastice din anii 1940
- Listă de filme românești/C